# Harrison megye (Missouri)
Harrison megye az Amerikai Egyesült Államokban, azon belül Missouri államban található. Megyeszékhelye és legnagyobb városa Bethany. Lakosainak száma 8157 fő (2020. április 1.). Harrison megye Ringgold, Decatur, Mercer, Grundy, Daviess, Gentry és Worth megyékkel határos.

## Népesség
A megye népességének változása:
| Lakosok száma | 8949 | 8906 | 8771 | 8741 | 8615 | 8157 |
|               | 2010 | 2011 | 2012 | 2013 | 2015 | 2020 |